# Jaak Reichmann
Jaak Reichmann (* 16. Maijul. / 28. Mai 1874greg. Hof Puidu, damals Kirchspiel Tarvastu, Kreis Viljandi, Gouvernement Livland; † 1. Mai 1945 in Tallinn) war ein estnischer Richter und Politiker.

## Leben
Jaak Reichmanns Eltern Jaak (1845–1922) und Liis Reichmann (1849–?) bewirtschafteten den Hof Puidu im Kreis Viljandi. Er besuchte zunächst die Dorf- und Kirchspielschule seiner Heimat, danach das renommierte Hugo-Treffner-Gymnasium und das Krongymnasium in Tartu.
Reichmann studierte bis 1901 Rechtswissenschaft an der Universität in der damaligen russischen Hauptstadt Sankt Petersburg. Er war anschließend kurzzeitig in Tartu als Anwalt tätig. Etwa zwei Jahre lebte er in Berlin und Paris, bevor er nach Estland ging. Reichmann war bis zum Ausbruch des Ersten Weltkriegs in der estnischen Hauptstadt Tallinn als zugelassener Rechtsanwalt tätig. Von 1914 bis 1918 diente er als Soldat in der zaristischen Armee.
Reichmann wurde am 13. November 1918, mit Gründung der Republik Estland und dem Ende der deutschen Besatzung Estlands, von der Provisorischen Regierung der Republik Estland zum ersten Vorsitzenden des Estnischen Appellationsgerichts (zunächst Ringkonnakohus, dann Kohtupalat, ab 1935 Kohtukoda) in Tallinn ernannt.
Vom 25. Januar 1921 bis zum 21. November 1922 war Reichmann Gerichtsminister (Justizminister) der Republik Estland in der Koalitionsregierung des Staatsältesten (Regierungschefs) Konstantin Päts. Dasselbe Amt hatte Reichmann vom 21. November 1922 bis zum 17. Januar 1923 in der Nachfolgeregierung unter Juhan Kukk an. Reichmann gehörte wie Konstantin Päts der konservativ-agrarisch ausgerichteten Partei Bund der Landwirte (Põllumeeste Kogud) an. 
Reichmann wurde im Mai 1923 zum Abgeordneten des estnischen Parlaments (Riigikogu) in dessen zweiter Legislaturperiode gewählt. Am 19. November 1923 schied er formal aus dem Parlament aus.
Jaak Reichmann war ab dem 2. März 1923 für viele Jahre erneut Vorsitzender des Estnischen Appellationsgerichts. Er schied am 13. August 1940, kurz nach der (ersten) sowjetischen Besetzung Estlands und dem Überschreiten der Altersgrenze, aus diesem Amt aus. In seiner zwanzigjährigen Amtszeit war Jaak Reichmann einer der einflussreichsten Richter im Estland der Zwischenkriegszeit. Er prägte wesentlich das Justiz- und Gerichtssystem der Republik Estland und die estnische Rechtsprechung zwischen 1918 und 1940.
Während der nationalsozialistischen deutschen Besetzung Estlands (1941–1944) wurde Reichmann 1942 erneut zum Vorsitzenden des Appellationsgerichts (Kohtukoda) bestimmt. Er hatte dieses Amt bis zum Ende der deutschen Besetzung Estlands inne.
Mit der folgenden (zweiten) sowjetischen Besetzung Estlands ab 1944 wurde Reichmann wegen Zusammenarbeit mit den Deutschen am 24. Januar 1945 durch den NKWD verhaftet. Sein Vermögen wurde enteignet. Er starb vier Monate nach seiner Verhaftung, kurz vor seinem 71. Geburtstag, im berüchtigten Patarei-Gefängnis von Tallinn.

## Privatleben
Jaak Reichmann war mit Anna Reichmann (geb. Palson, 1890–1977) verheiratet. Das Paar hatte drei Töchter und einen Sohn.